# Kukowo (Olecko)

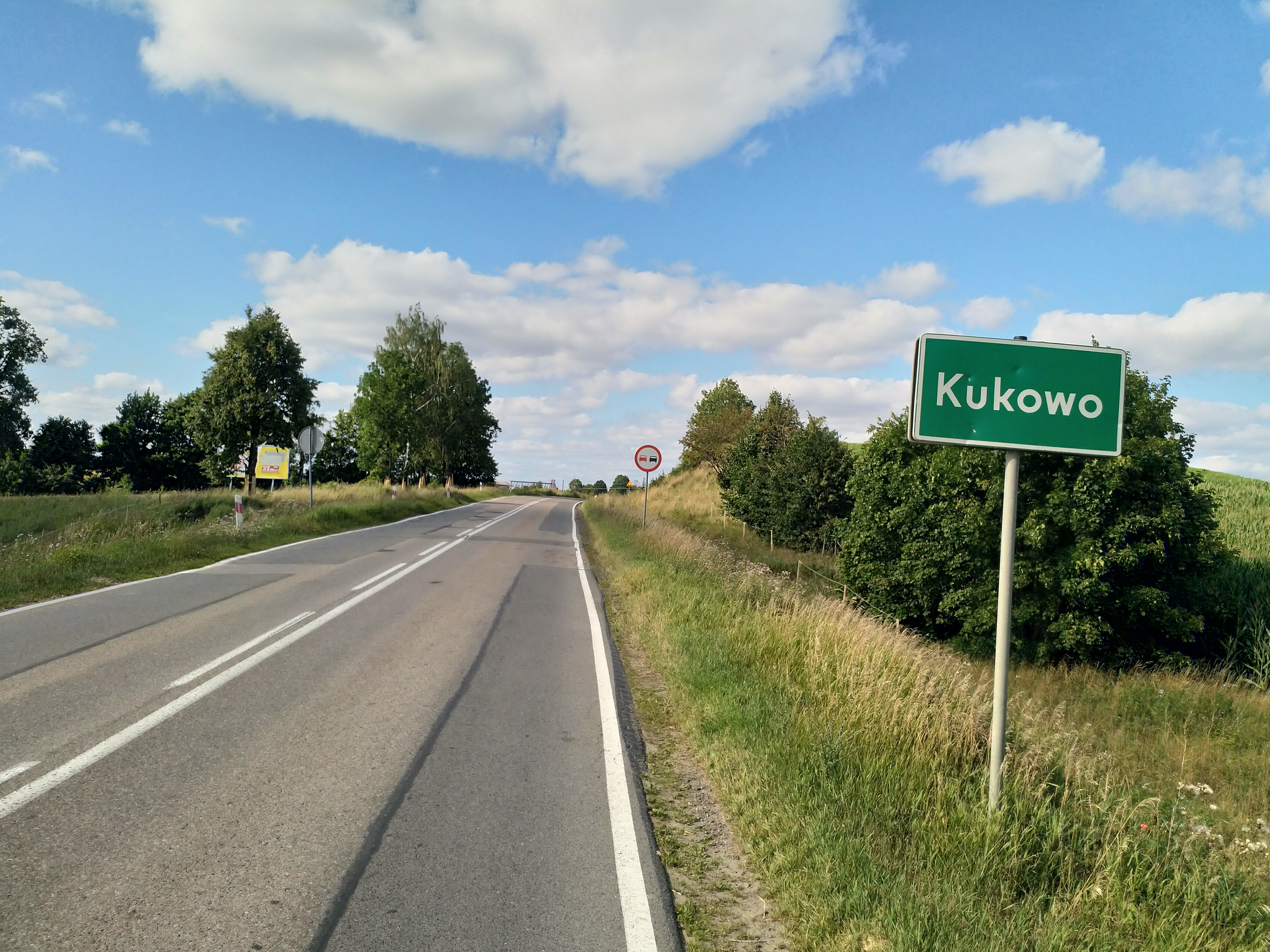
Kukowo (2024)

Kukowo (deutsch Kukowen, 1938 bis 1945 Reinkental) ist ein Dorf in der polnischen Woiwodschaft Ermland-Masuren, das zur Stadt-und-Land-Gemeinde Olecko (Marggrabowa, umgangssprachlich auch Oletzko, 1928 bis 1945 Treuburg) im Powiat Olecki (Kreis Oletzko, 1933 bis 1945 Treuburg) gehört.

## Geographische Lage
Kukowo liegt im Osten der Woiwodschaft Ermland-Masuren, fünf Kilometer südwestlich der Kreisstadt Olecko.

## Geschichte
Im Jahre 1563 wurde Kukoffen – nach 1785 Kuckowen, bis 1938 Kukowen genannt – gegründet. 
Am 27. Mai 1874 wurde das Dorf Amtsdorf und damit namensgebend für einen neu zu errichtenden Amtsbezirk, der – am 13. September 1938 in „Amtsbezirk Reinkental“ umbenannt – bis 1945 bestand und zum Kreis Oletzko (1933 bis 1945: Kreis Treuburg) im Regierungsbezirk Gumbinnen der preußischen Provinz Ostpreußen gehörte.
Kukowen bestand aus einem Dorf und einem Gutsbezirk. Am 1. Dezember 1910 zählte es insgesamt 714 Einwohner (Dorf = 614, Gut = 95). Am 30. September 1928 wurde der Gutsbezirk in die Landgemeinde eingegliedert. Die Gesamteinwohnerzahl belief sich 1933 auf 598 und 1939 auf 627.
Aufgrund der Bestimmungen des Versailler Vertrags stimmte die Bevölkerung im Abstimmungsgebiet Allenstein, zu dem Kukowen gehörte, am 11. Juli 1920 über die weitere staatliche Zugehörigkeit zu Ostpreußen (und damit zu Deutschland) oder den Anschluss an Polen ab. In Kukowen stimmten 417 Einwohner für den Verbleib bei Ostpreußen, auf Polen entfiel keine Stimme.
Am 3. Juni 1938 wurde Kukowen aus politisch-ideologischen Gründen der Vermeidung fremdländisch klingender Ortsnamen in „Reinkental“ umbenannt.
In Kriegsfolge kam das Dorf 1945 mit dem gesamten südlichen Ostpreußen zu Polen und erhielt die polnische Namensform „Kukowo“. Heute ist der Ort Sitz eines Schulzenamtes (polnisch sołectwo) und somit eine Ortschaft im Verbund der Stadt-und-Land-Gemeinde Olecko (Marggrabowa, 1928 bis 1945 Treuburg) im Powiat Olecki (Kreis Oletzko, 1933 bis 1945 Kreis Treuburg), bis 1998 der Woiwodschaft Suwałki, seither der Woiwodschaft Ermland-Masuren zugehörig.

### Amtsbezirk Kukowen/Reinkental (1874–1945)
Der Amtsbezirk Kukowen wurde mit drei Orten gegründet, am Ende waren es noch zwei:
| Name           | Änderungsname 1938 bis 1945 | Polnischer Name | Bemerkungen                                    |
| -------------- | --------------------------- | --------------- | ---------------------------------------------- |
| Kukowen (Dorf) | Reinkental                  | Kukowo          |                                                |
| Kukowen (Gut)  |                             |                 | 1928 in die Landgemeinde Kukowen eingegliedert |
| Rosochatzken   | (ab 1927:) Albrechtsfelde   | Rosochackie     |                                                |

## Religionen
Kukowen war bis 1945 in die evangelische Kirche Marggrabowa in der Kirchenprovinz Ostpreußen der Kirche der Altpreußischen Union sowie in die katholische Pfarrkirche der Kreisstadt, damals im Bistum Ermland gelegen, eingepfarrt.
Heute gehört Kukowo wieder zur katholischen Pfarrkirche in Olecko, die nun jedoch dem Bistum Ełk (deutsch Lyck) der Römisch-katholischen Kirche in Polen zugeordnet ist. Die evangelischen Einwohner orientieren sich zu den Kirchen in Ełk bzw. Gołdap, die beide in der Diözese Masuren der Evangelisch-Augsburgischen Kirche in Polen liegen.

## Verkehr
Kukowo liegt östlich der polnischen Landesstraße DK 65 (einstige deutsche Reichsstraße 132) an einer Nebenstraße, die über Małe Olecko (Klein Oletzko, 1938 bis 1945 Herzogshöhe) nach Nowy Młyn (Neumühl) führt.
Eine Bahnanbindung besteht lediglich über den Bahnhof in Olecko an der nur noch für Güterverkehr betriebenen Ełk–Olecko. Bis 1945 war Kukowen mit drei Bahnstationen (Gut, Haltepunkt, Wald) an die Bahnstrecke Marggrabowa–Schwentainen der Oletzkoer (Treuburger) Kleinbahnen angeschlossen.